# منطقه اقتصادی (سانفرانسیسکو)
منطقه اقتصادی (به انگلیسی: Financial District) یک منطقهٔ مسکونی در ایالات متحده آمریکا است که در سان‌فرانسیسکو واقع شده‌است. منطقه اقتصادی ۹٬۴۴۷ نفر جمعیت دارد.

## موقعیت
منطقه اقتصادی سان‌فرانسیسکو، کالیفرنیا، ناحیه تجاری مرکزی است. استقرار اصلی بزرگ‌ترین تمرکز دفاتر مرکزی شرکت، شرکت‌های حقوقی، شرکت‌های بیمه، بنگاه‌های املاک و مستغلات، بانک‌ها، حساب پس‌انداز و وام، و دیگر موسسات مالی است. هر شش شرکت سانفرانسیسکو شامل فرچون مک‌کسان ، ولز ، ولز فارگو ، پی‌جی‌اندای در این مکان قرار دارد. خیابان مونتگومری گاهی اوقات به نام خیابان غربی قلب سنتی منطقه است. از دهه ۱۹۸۰، محدودیت‌های ساخت برج‌ها، باعث گسترش نواحی مجاور سانفرانسیسکو جنوبی و مرکز ترانزیت سانفرانسیسکو شده‌است. این منطقه گاهی از سوی توسعه دهندگان املاک و مستغلات، به‌طور ساده بخشی از منطقه اقتصادی نامیده می‌شود.